# 愛のぬくもり (ロクセットの曲)
「愛のぬくもり」（原題：It Must Have Been Love）は、スウェーデンのポップロック・デュオ、ロクセットが1987年にリリースしたシングル曲。

## 解説
オリジナルのタイトルは "It Must Have Been Love (Christmas for the Broken Hearted)" で、1987年12月にクリスマスソングとしてリリースされた。作詞作曲は、ペール・ゲッスル。1990年公開のアメリカ映画「プリティ・ウーマン」の劇中歌として使われ世界的な大ヒットになり、Billboard Hot 100では2週連続1位、全英シングルチャートでも3位を記録した。
サウンドトラック用の再録音では、歌詞中の "and it's a hard Christmas day" のフレーズが "and it's a hard winter's day" に変更されている。

## チャート
| チャート（1990年）               | 最高順位 |
| -------------------------------- | -------- |
| アメリカ（Billboard Hot 100）    | 1        |
| イギリス（全英シングルチャート） | 3        |